# Annie Girardot
Annie Girardot (Paris, 25 de outubro de 1931 – Paris, 28 de fevereiro de 2011) foi uma atriz francesa de cinema e teatro, vencedora de dois prêmios César.
Uma das mais populares e respeitadas atrizes da França desde os anos 1960, Girardot foi dirigida por cineastas como Luchino Visconti, Claude Lelouch, Roger Vadim e Mario Monicelli, e trabalhou com atores como Yves Montand, Catherine Deneuve, Brigitte Bardot e Michel Piccoli.
Entre alguns dos filmes de sucesso em que participou estão Rocco e Seus Irmãos, Viver por Viver e La Pianiste. Nos mais de cem filmes em que atuou, Girardot recebeu diversos prêmios de interpretação, incluindo dois César, o primeiro de Melhor Atriz (principal) em 1977 por Docteur Françoise Gailland e o segundo de Melhor Atriz coadjuvante, em 2002, por La Pianiste.
Em 2006 foi anunciado que sofria do Mal de Alzheimer.

## Filmografia parcial

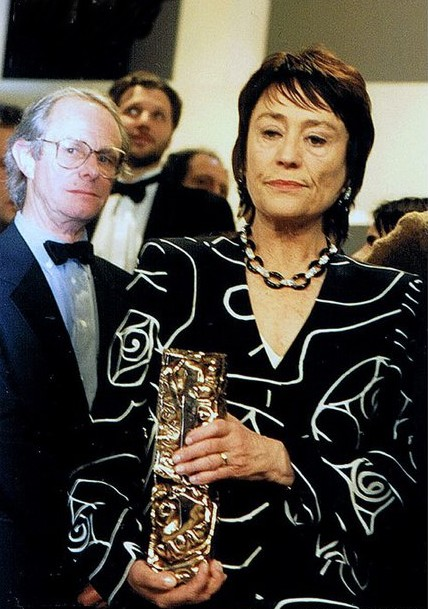
1996

- 1950 : Pigalle, Saint-Germain-des-Prés de André Berthomieu
- 1950 : ...Sans laisser d'adresse de Jean-Paul Le Chanois
- 1955 : Treize à table de André Hunebelle : Véronique Chambon
- 1956 : L'Homme aux clés d'or de Léo Joannon : Gisèle
- 1956 : Reproduction interdite (Meurtre à Montmartre) de Gilles Grangier : Viviana
- 1956 : Le Pays d'où je viens de Marcel Carné : apparition
- 1957 : Le rouge est mis de Gilles Grangier : Hélène, l'amie de Pierre
- 1957 : L'amour est en jeu ou Ma femme, mon gosse et moi de Marc Allégret : Marie-Blanche Fayard
- 1957 : Maigret tend un piège de Jean Delannoy : Yvonne Maurin
- 1958 : Le Désert de Pigalle de Léo Joannon : Josy
- 1959 : La Corde raide de Jean-Charles Dudrumet : Cora
- 1960 : Recours en grâce de László Benedek : Lilla
- 1960 : La Française et l'Amour de Christian-Jaque, sketch Le Divorce : Danielle
- 1960 : Rocco e i suoi fratelli de Luchino Visconti : Nadia
- 1961 : La Proie pour l'ombre de Alexandre Astruc : Anna
- 1961 : Les Amours célèbres de Michel Boisrond, sketch Les Comédiennes : Predefinição:Mlle Duchesnois
- 1961 : Le Rendez-vous de Jean Delannoy : Madeleine
- 1961 : Le Bateau d'Émile (Le Homard flambé) de Denys de La Patellière : Fernande
- 1961 : Le crime ne paie pas de Gérard Oury, sketch L'Affaire Fenayrou : Gabrielle Fenayrou
- 1961 : 21, rue Blanche de Quinto Albicocco : la narratrice
- 1962 : Smog de Franco Rossi
- 1962 : Le Vice et la Vertu de Roger Vadim : Juliette Morand, « le vice »
- 1962 : Pourquoi Paris ? de Denys de La Patellière
- 1963 : Il giorno piu corto de Bruno Corbucci (inédito) : l'infirmière
- 1963 : I compagni de Mario Monicelli : Niobe
- 1963 : I Fuorilegge del matrimonio des frères Taviani et Valentino Orsini : Margherita
- 1963 : L'Autre Femme de François Villiers : Agnès Denis
- 1964 : La donna scimmia de Marco Ferreri : Maria
- 1964 : La Bonne Soupe de Robert Thomas : Marie-Paule
- 1964 : La Ragazza in prestito d'Alfredo Giannetti
- 1964 : Un monsieur de compagnie de Philippe de Broca : Clara
- 1964 : Le belle famiglie de Ugo Gregoretti, sketch : Il principe d'azzuro : Maria
- 1964 : Una voglia da morire de Duccio Tessari
- 1964 : Déclic...et des claques de Philippe Clair : Sandra
- 1965 : Guerre secrète (The Dirty Game), sketch de Christian-Jaque : Monique
- 1965 : Trois chambres à Manhattan de Marcel Carné : Kay Larsi
- 1965 : La ragazza in prestito de Alfredo Giannetti : Clara
- 1966 : Le streghe de Luchino Visconti, sketch La Sorcière brûlée vive (La strega bruciata viva) : Valeria
- 1967 : Vivre pour vivre de Claude Lelouch : Catherine Collonbs
- 1967 : Zhurnalist de Serguei Guerassimov
- 1968 : Les Gauloises bleues de Michel Cournot : la mère
- 1968 : Storia di una donna de Leonardo Bercovici : Liliana
- 1968 : La Bande à Bonnot de Philippe Fourastié : Marie la Belge
- 1968 : Bice skoro propast sveta de Aleksandar Petrovic
- 1968 : Metti una sera a cena de Giuseppe Patroni Griffi : Giovanna
- 1969 : Erotissimo de Gérard Pirès : Annie
- 1969 : La Vie, l'Amour, la Mort de Claude Lelouch : apparition
- 1969 : Il seme dell'uomo de Marco Ferreri : la femme étrangère
- 1969 : Un homme qui me plaît de Claude Lelouch : Françoise
- 1969 : Clair de Terre de Guy Gilles : Maria
- 1969 : Dillinger è morto de Marco Ferreri : la fille
- 1970 : Elle boit pas, elle fume pas, elle drague pas mais elle cause de Michel Audiard : Germaine
- 1970 : Les Novices de Guy Casaril : Mona-Lisa, la prostituée
- 1971 : Mourir d'aimer de André Cayatte : Danièle Guénot
- 1971 : La Mandarine d'Edouard Molinaro : Séverine
- 1972 : La Vieille Fille de Jean-Pierre Blanc : Muriel Bouchon
- 1972 : Les Feux de la Chandeleur de Serge Korber : Marie-Louise
- 1972 : Traitement de choc de Alain Jessua : Hélène Masson
- 1972 : Il n'y a pas de fumée sans feu d'André Cayatte : Sylvie Peyrac
- 1972 : Elle cause plus, elle flingue de Michel Audiard : Rosemonde du Bois de La Faisanderie
- 1973 : Juliette et Juliette de Rémo Forlani  Juliette
- 1974 : Ursule et Grelu de Serge Korber : Ursule
- 1974 : Missione nell'Italia fascista de Francesco Maselli : Teresa
- 1974 : La Gifle de Claude Pinoteau : Hélène Douleau
- 1975 : Il faut vivre dangereusement de Claude Makovski : Léone
- 1975 : Il pleut sur Santiago de Helvio Soto : Maria Olivarès
- 1975 : Le Gitan de José Giovanni : Nini
- 1975 : Docteur Françoise Gailland de Jean-Louis Bertucelli : le docteur Françoise Gailland
- 1975 : D'amour et d'eau fraîche de Jean-Pierre Blanc : Mona
- 1976 : Cours après moi que je t'attrape de Robert Pouret : Jacqueline
- 1976 : À chacun son enfer de André Cayatte : Madeleine Girard
- 1976 : Jambon d'Ardenne de Benoît Lamy : Predefinição:Mme Simone, la patronne de Beauséjour
- 1977 : Le Dernier Baiser de Dolorès Grassian : Annie
- 1977 : Le Point de mire de Jean-Claude Tramont : Danièle Gaur
- 1977 : Tendre Poulet de Philippe de Broca : Lise Tanquerelle, commissaire de police
- 1978 : La Zizanie de Claude Zidi : Bernadette Daubray-Lacaze
- 1978 : Vas-y maman de Nicole Buron : Annie
- 1978 : L'Amour en question d'André Cayatte : Suzanne Corbier
- 1978 : La Clé sur la porte d'Yves Boisset : Marie Arnault
- 1978 : L'ingorgo de Luigi Comencini : Irène
- 1978 : Le Cavaleur de Philippe de Broca : Lucienne, la première épouse
- 1978 : Cause toujours, tu m'intéresses de Édouard Molinaro : Christine Clément
- 1979 : Bobo Jacco de Walter Bal : Magda
- 1980 : On a volé la cuisse de Jupiter de Philippe de Broca : Lise Tanquerelle
- 1980 : Le Cœur à l'envers de Franck Apprederis : Laure Rivière
- 1981 : Une robe noire pour un tueur de José Giovanni : Florence Nat
- 1981 : All night long de Jean-Claude Tramont : l'institutrice française
- 1981 : La vie continue de Moshé Mizrahi : Jeanne Lemaire
- 1981 : La Revanche de Pierre Lary : Jeanne Jouvert
- 1984 : Liste noire de Alain Bonnot : Jeanne Dufour
- 1984 : Souvenirs, souvenirs de Ariel Zeitoun : Emma Boccara
- 1985 : Partir, revenir de Claude Lelouch : Hélène Rivière
- 1985 : Adieu Blaireau de Bob Decout : Colette
- 1988 : Prisonnières de Charlotte Silvera : Marthe
- 1988 : Ruf de Valéry Akhadov
- 1989 : Cinq jours en Juin de Michel Legrand : Marcelle
- 1989 : Comédie d'amour de Jean-Pierre Rawson : Le Fléau
- 1990 : Il y a des jours... et des lunes de Claude Lelouch : une femme seule
- 1990 : Faccia di lepre de Liliana Gianneschi : Marlène
- 1990 : Merci la vie de Bertrand Blier : Évangeline Pelleveau
- 1991 : Toujours seuls de Gérard Mordillat : Predefinição:Mme Chevillard
- 1993 : Alibi perfetto de Aldo Lado : la comtesse
- 1993 : Portagli i mei saluti de Gian-Maria Garbelli et Alessandro Bader : Laura Albani
- 1994 : Les Braqueuses de Jean-Paul Salomé : la mère de Cécile
- 1995 : Les Misérables de Claude Lelouch : La Thénardier « 1942 »
- 1996 : Les Bidochon de Serge Korber : la mère de Robert
- 1998 : Préférence de Grégoire Delacourt : Blanche
- 1998 : L'Âge de braise de Jacques Leduc : Caroline Bonhomme
- 2000 : Ainsi soit nous de Nathalie Tocque
- 2000 : T'aime de Patrick Sébastien : Emma
- 2001 : Ceci est mon corps de Rodolphe Marconi : Mamie
- 2001 : La Pianiste de Michael Haneke : la mère
- 2002 : Epsteins Nacht de Urs Egger : Hannah
- 2003 : La marquise est à Bicêtre de Paul Vecchiali
- 2005 : Je préfère qu'on reste amis... de Éric Toledano e Olivier Nakache : Mme Mendelbaum
- 2005 : Caché de Michael Haneke : la mère de Georges
- 2006 : Le Temps des porte-plumes de Daniel Duval : Alphonsine
- 2006 : C'est beau une ville la nuit de Richard Bohringer : la grand-mère
- 2007 : Boxes de Jane Birkin : Joséphine
- 2007 : Christian d'Élisabeth Löchen : Odile